# Historia Sicula
La Historia Sicula è una cronaca in prosa medio latina sulla storia del Regno di Sicilia e Regno di Napoli, che si estende dal 1250 al 1293. Fu redatta dal giurista messinese Bartolomeo di Neocastro. L'opera ha una grande importanza per la storia del Vespri siciliani.

## Autore
Di Bartolomeo di Neocastro si sanno poche notizie: giureconsulto messinese, esercitò dapprima funzioni giuridiche, prima di assumere incarichi burocratici di primo piano nella corte aragonese del Regno di Sicilia, con anche delicati incarichi diplomatici. Proprio questa sua posizione rivela il valore della sua figura come testimone diretto e ravvicinato degli eventi narrati, dei quali fu, in qualche caso, anche spettatore dall'interno.

## Storia della compilazione

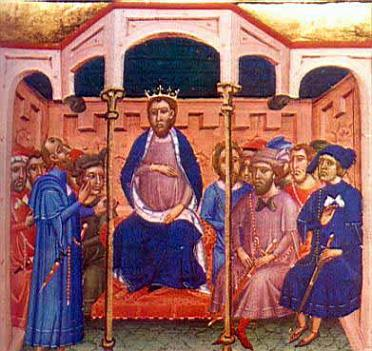
Giacomo II d'Aragona presiede le Cortes di Barcellona.

L'incipit dell'opera rivela l'occasione che avrebbe fornito lo spunto per la versione in prosa, realizzata a partire da una prima edizione in versi latini, ovvero il desiderio del figlio di essere erudito sugli avvenimenti storici che, negli anni appena trascorsi, avevano mutate le sorti della sua patria: il filo narrativo seguito dall'autore prende le mosse dalla morte di Federico II imperatore (nel 1250) e si spinge fino all'estate del 1293, con la descrizione di un'ambasceria siciliana a Giacomo II d'Aragona, sbarcata a Barcellona il 3 luglio di quell'anno.

### Edizioni
Una prima edizione, sul codice più importante, fu condotta a Palermo da Giovanni Maria Amato, in appendice alla sua opera sulla cattedrale di Palermo, De principe templo Panormitano, del 1728.
Successivamente, un manoscritto della cronaca fu rinvenuto occultato sotto l'altare del Monastero di San Salvatore a Messina. Tale documento, che si sospetta autografo, fu ritrovato da Paolo Aglioti che lo inviò a Lodovico Antonio Muratori perché fosse pubblicato nel 1729.
Una terza edizione si è avuta a opera di Rosario Gregorio nel 1791 (Bibliotheca Scriptorum), seguita nel 1868 da quella di Giuseppe Del Re con versione italiana a fronte (Vol. II di Cronisti e scrittori sincroni della dominazione normanna nel regno di Puglia, edizione in due volumi a cura di Giuseppe Del Re, Domenico Del Re, Bruto Fabricatore, Stanislao Gatti, Michelangelo Naldi, Scipione Volpicella, Emmanuele Rocco, Nicola Corcia, Camillo Minieri-Riccio, 1845-1868).
La prima edizione critica, inserita nel Vol. 13, parte 3, dei Rerum Italicarum Scriptores, si deve alle cure di Giuseppe Paladino (Bartholomaei de Neocastro Historia sicula aa. 1250-1293, Bologna, Nicola Zanichelli Editore, 1921-1922).

### Compilazione originaria in versi
Sempre dall'incipit, si deduce anche che la compilazione iniziale fosse in esametri latini e che solo successivamente, su richiesta del figlio, al fine di una maggiore intelligibilità, l'autore l'abbia volta in prosa, lasciandovi così tracce dell'originario colorito poetico, che possono ancora scorgersi in diversi luoghi dell'opera. Dell'opera poetica esistevano sicuramente, nel XVII secolo due codici andati dispersi senza giungere alla pubblicazione, allora in possesso di Jerónimo Zurita y Castro e dell'erudito Antonino Amico (Messina, 1586 - Palermo, 21 ottobre 1641).

### Pregi e difetti dell'opera
Lo stile è sempre gonfio e prolisso, e a volte anche oscuro.
Nei contenuti, poi, gli si può imputare il difetto di un'imprecisa conoscenza dei fatti non direttamente conosciuti perché anteriori al suo tempo, una circostanza, questa, che lo fa cadere a volte in gravissime inesattezze e in veri e propri strafalcioni, come i clamorosi scivoloni iniziali in cui incorre nel delineare la genealogia di Federico II di Svevia. Questi, infatti, viene detto figlio (anziché nipote) del Barbarossa, mentre quest'ultimo vien fatto nascere nientemeno che da Enrico VI, che era suo figlio, e da Costanza d'Altavilla, ovvero dai genitori dello stupor mundi. Altro errore, anche se meno grave, lo compie sulla seconda moglie di Federico II, Jolanda di Brienne: Bartolomeo la  individua esattamente come figlia di Giovanni di Brienne, re di Gerusalemme, ma la indica erroneamente come «un'altra Costanza» (altera Costancia), ovvero con lo stesso nome della defunta  prima moglie di Federico II, Costanza d'Aragona.
Nonostante questi difetti, il valore della cronaca rimane notevole per gli avvenimenti di cui egli fu vivo testimone, anche per il suo punto di vista privilegiato, che lo vedeva introdotto all'interno degli ambienti aragonesi. La Historia di Bartolomeo rimane una delle fonti più importanti soprattutto per la conoscenza degli eventi che rivoltarono il clima politico dell'isola durante e dopo la famosa ribellione del Vespro.